# Les Amours de Blanche Neige
Pour plus de détails, voir Fiche technique et Distribution.
Les Amours de Blanche Neige (titre original : Wintermelodie) est un film franco-autrichien réalisé par Eduard Wieser sorti en 1947.
Le film n'a rien à voir avec le personnage du conte.
Le film a une version avec des acteurs autrichiens et une autre avec des acteurs français.

## Synopsis
Dans un domaine alpin de sports d'hiver peu après la Seconde Guerre mondiale. Axel Althaus, Pierre Laroche, Joe Burton et Rudi Andermatten viennent d'Autriche, de Suisse, des États-Unis et de France. Ils ont tous une chose en commun : ce sont des skieurs enthousiastes et ils ont déjà remporté de nombreux titres pour leurs pays. Lorsqu'ils apparaissent dans le monde alpin enneigé, ils tombent tous les quatre amoureux de la jolie jeune skieuse française Blanche Margueritte, qu'on surnomme Blanche Neige. Les messieurs se sentent apparemment plus en sécurité sur les pistes qu'en amour, tous les quatre acquièrent un guide intitulé Le bonheur au féminin afin de se préparer à la bonne approche du sexe féminin. Ils n'ont aucune idée que cet ouvrage fut écrit par une femme présente dans le domaine et qui fait tourner la tête des jeunes as du ski. À la fin de l'histoire, deux nouveaux couples se sont formés.

## Fiche technique
- Titre : Les Amours de Blanche Neige
- Titre original : Wintermelodie
- Réalisation : Eduard Wieser
- Scénario : Werner Eplinius (de) (Autriche), Noël Calef (adaptation française)
- Musique : Willy Schmidt-Gentner (Autriche), André Guillou (France)
- Photographie : Walter Riml, Hannes Staudinger
- Production : Walter Traut
- Société de production : Wieser-Film, Tarice Film
- Société de distribution : Oefram Filmgesellschaft
- Pays d'origine :  Autriche,  France
- Langue : allemand
- Format : Noir et blanc - 1,37:1 - Mono - 35 mm
- Genre : Comédie romantique
- Durée : 93 minutes
- Dates de sortie :
  - Autriche : 14 août 1947.
  - Allemagne : 25 janvier 1949.
  - France : 11 janvier 1950[1].

## Distribution

### Autriche
- Ilse Peternell (Autriche), Yvette Lebon (France) : Blanche Margueritte
- Hermann Brix (Autriche), Michel Marsay (France) : Axel Althaus
- Franz Eichberger, Jean Daurand (France) : Pierre Laroche
- Dietmar Schönherr : Joe Burton
- Rudolph Matt : Rudi Andermatten
- Erika Matejko : Leocordia Färber
- Ekkehard Arendt (de) : Theodore Margueritte, le père
- Gustav Waldau (de) : Zingerle
- Marion David : la première femme de ménage
- Herta von Hagen : la deuxième femme de ménage

### France
- Yvette Lebon : Blanche Margueritte
- Michel Marsay : Axel
- Jean Daurand : Pierre Laroche
- Anne Mayen : Leocordia Färber
- Rudolph Matt : Rudi Andermatten

## Production
Après la Seconde Guerre mondiale, la France occupe le Tyrol et le Vorarlberg.
Le tournage a lieu en 1946 dans le studio de fortune de Thiersee, dans le Tyrol, inauguré avec ce film, ainsi que des prises de vue en extérieur à St. Anton am Arlberg, Seefeld in Tirol, Zürs, Kitzbühel et au refuge de Brunswick (de).
L'acteur principal, Hermann Brix, est le professeur de théâtre de Dietmar Schönherr, alors âgé de presque 20 ans.